# Microphiura
Microphiura is een geslacht van slangsterren uit de familie Ophiacanthidae.

## Soorten
- Microphiura decipiens Mortensen, 1910